# Illadelph Halflife
Illadelph Halflife è il terzo album della band hip-hop statunitense The Roots. L'album è pubblicato il 24 settembre 1996, prodotto da Richard Nichols e distribuito dalla Geffen.
| Recensione                    | Giudizio |
| ----------------------------- | -------- |
| AllMusic                      | [ 1 ]    |
| Chicago Tribune               | [ 2 ]    |
| Encyclopedia of Popular Music | [ 3 ]    |
| Entertainment Weekly          | A−       |
| Los Angeles Times             | [ 5 ]    |
| NME                           | 4/10     |
| Rolling Stone                 | [ 7 ]    |
| The Rolling Stone Album Guide | [ 8 ]    |
| The Source                    | 4.5/5    |
| Spin                          | 9/10     |

## Tracce
1. Intro
2. Respond/React
3. Section
4. Panic!!!!!
5. It Just Don't Stop
6. Episodes (feat. Dice Raw)
7. Push Up Ya Lighter (feat. Bahamadia)
8. What They Do (feat. Raphael Saadiq)
9. ? vs. Scratch
10. Concerto Of The Desperado
11. Clones (feat. Dice Raw & M.A.R.S.)
12. UNIverse at War (feat. Common)
13. No Alibi
14. Dave vs. US
15. No Great Pretender
16. The Hypnotic (feat. D'Angelo)
17. Ital (The Universal Side) (feat. Q-Tip)
18. One Shine
19. The Adventures In Wonderland
20. Outro

## Crediti
- Produttori: The Grand Negaz, Questlove, Kelo
- Produttore esecutivo: Richard Nichols
- Fotografo: Michael Lavine

## Classifiche
| Classifica (1996)         | Posizione massima |
| ------------------------- | ----------------- |
| Stati Uniti               | 21                |
| US Top R&B/Hip-Hop Albums | 4                 |
| Svezia                    | 56                |